# Donja Batina
Donja Batina är en ort i Kroatien.   Den ligger i länet Krapina-Zagorjes län, i den norra delen av landet, 40 km norr om huvudstaden Zagreb. Donja Batina ligger 236 meter över havet och antalet invånare är 379.
Terrängen runt Donja Batina är platt söderut, men norrut är den kuperad. Terrängen runt Donja Batina sluttar söderut. Runt Donja Batina är det ganska glesbefolkat, med 47 invånare per kvadratkilometer. Närmaste större samhälle är Zlatar, 4,4 km sydväst om Donja Batina. Omgivningarna runt Donja Batina är en mosaik av jordbruksmark och naturlig växtlighet.